# Jungle Park
Koordinaten: 28° 4′ 46″ N, 16° 41′ 44″ W
Der Jungle Park (früher auch Parque Las Águilas) ist ein Tier- und Freizeitpark im Süden der Kanareninsel Teneriffa. Der Park erstreckt sich über eine Fläche von etwa 7,5 Hektar Waldgebiet. Im Park leben über 500 Tiere und es gibt dort unter anderem eine Strecke mit Tunneln, Hängebrücken, Wasserfällen, Lagunen und Höhlen. Unterhaltung bieten des Weiteren diverse Tiershows. Bekannt ist der zoologische Garten für seine Greifvogelshow.
Der Zoo nimmt am europäischen Erhaltungszuchtprogramm teil.